# Economia allo zinco
L'ipotizzata economia allo zinco comprende una serie di concetti paragonabili a quelli portati avanti dalla economia a idrogeno, economia a metanolo, economia al litio o l'economia ad azoto liquido.
L'economia allo zinco può essere un'alternativa, una branca di accompagnamento, oppure una rotta intermedia verso l'economia a idrogeno. Il legame con l'economia all'idrogeno è dovuto al fatto che quando lo zinco metallico puro reagisce con il vapore d'acqua, forma ossido di zinco e libera idrogeno molecolare in modo molto efficiente.

## Descrizione

### Possibili utilizzi
Esistono due grandi potenzialità per lo zinco, in una lo zinco metallico elementare viene impiegato come un mezzo alternativo per la liberazione dell'idrogeno elementare H2 (che è un carburante) contenuto in un semplice serbatoio d'acqua distillata (H2O) all'interno del veicolo. Oppure questa operazione potrebbe avvenire nella stazione di servizio come mezzo per liberare idrogeno vicino al punto di consumo dell'idrogeno (pila a combustibile per produrre elettricità oppure serbatoio-madre di idrogeno per la ricarica dei serbatoi delle auto).

#### Produzione di idrogeno
Questa procedura sembra particolarmente adatta come "retrofit" degli attuali veicoli a benzina. L'acqua verrebbe inizialmente riscaldata da una resistenza elettrica e portata alla temperatura di ebollizione, successivamente il vapore d'acqua a contatto con lo zinco provoca la seguente reazione: H2O + Zn → ZnO + H2. L'idrogeno liberato potrebbe essere semplicemente "bruciato" in un motore a benzina convenzionale, con decremento di potenza, oppure in un motore Wankel. Il principale gas di scarico è il vapor d'acqua, la bassa compressione riduce di molto la produzione di ossidi d'azoto (NOx). Questi veicoli sarebbero particolarmente al sicuro da incendi, visto che non hanno serbatoi d'idrogeno ma una linea d'idrogeno al motore ed un piccolo serbatoio di pre-combustione, un grosso serbatoio d'acqua e delle batterie di celle "reattrici" fatte di zinco. Questa procedura potrebbe essere accolta con favore da parte della attuale industria automobilistica, visto che permette la sopravvivenza di quasi tutte le industrie della componentistica (cambio, candele, radiatore, ecc.), meno che di quelle che producono serbatoi di benzina, tubi di scarico e la marmitta catalica, non più necessaria.
Una modalità che si trova a metà strada tra questa e la successiva prevede di utilizzare l'idrogeno prodotto in una pila a combustibile, piuttosto costosa, che alimenta motori elettrici. Il meccanismo permetterebbe di eliminare i pericolosi ed ingombranti serbatoi d'idrogeno.

#### Pila zinco-aria
In questa modalità lo zinco reagisce con l'ossigeno atmosferico in una pila a combustibile per generare corrente elettrica che fornisce potenza a motori elettrici oppure ad altro tipo di accumulatori (p.es Ni-Cd oppure Li-ione). Le emissioni di vapore d'acqua sono molto minori rispetto al bruciare l'idrogeno a contatto con l'aria dentro un motore a combustione interna.
L'industria dell'auto sarebbe stravolta perché si utilizzano motori elettrici, la trasmissione ai motori avviene mediante cavi elettrici, il controllo della trazione ed i differenziali sono elettronici, non serve un cambio meccanico, né motore a pistoni, né radiatore, né tubo di scarico, né marmitta catalitica.
Lo zinco ha innumerevoli vantaggi sull'idrogeno come portatore di energia. La pila a combustibile allo zinco (abitualmente nota come "batteria zinco-aria") è già pronta tecnologicamente ed è sufficientemente efficiente per impieghi pratici nei veicoli. Lo zinco è poco costoso, atossico, infinitamente più facile da immagazzinare in sicurezza rispetto all'idrogeno, e può subire processi di elettrochimica basati sull'acqua. Dal punto di vista dei materiali ingegneristici, lo zinco è conduttivo, resistente alla corrosione (è il rivestimento utilizzato nella galvanizzazione dell'acciaio), ed è molto facile da stendere in lastre e sagomare (è il materiale più comune utilizzato nelle leghe zama dei profilati a stampa). La resistenza di alcune delle sue leghe è vicina a quella dell'acciaio di media qualità. L'unico problema è la fragilità a temperature superiori ai 50 °C.

## Ciclo industriale

### Produzione dello zinco metallico

#### Produzione con il metodo tradizionale
Il metodo più usato è quello elettronico cioè sfruttare l'elettrolisi (in questo caso del solfato di zinco) per ricavare zinco puro al 99,8%. Il primo passo consiste nel prendere lo zinco ossidato estratto dal minerale e versarlo direttamente nell'acido solforico ricavando il solfato di zinco come descrive la seguente equazione chimica: ZnO+H2SO4 → ZnSO4+2H+. Nel secondo passo il solfato di zinco, diluito in acqua, viene messo in una cella elettrolitica con un anodo costituito da una lastra di piombo e un catodo di zinco puro, al catodo si depositerà lo zinco per via di interazioni elettroniche: ZnSO4+H2O+H+ → Zn+H2SO4+H2.

### Distribuzione
Lo zinco non è liquido a temperatura ambiente, e dunque di non può essere pompato come un carburante. Le pile fatte di zinco non possono essere ricaricate, e dovranno essere smontate e disassemblate. Lo schema normalmente proposto monterebbe le batterie in una specie di mensola o piattaforma intercambiabile nella parte inferiore del veicolo. Apparecchiature automatiche sostituirebbero le batterie in pochi secondi quando i guidatori parcheggiano le loro auto in una baia di scambio-batterie. Un impianto locale utilizzerebbe equipaggiamento robotizzato per disassemblare le batterie e rigenerare l'ossido di zinco estratto in nuove pile in zinco metallico.

### Utilizzo come vettore d'idrogeno
L'idrogeno generato dalla reazione tra zinco e vapore acqua potrebbe essere bruciato da motori convenzionali a combustione interna (come quelli a benzina, ma ancora meglio nel motore Wankel), anche se questo sarebbe un motore molto meno potente rispetto ad un motore ad idrocarburi; un'alternativa migliore (e già sperimentata con successo) è quella di utilizzare motori elettrici ad alta efficienza per sfruttare la differenza di potenziale prodotta da una pila zinco-aria e così fornire potenza elettrica al veicolo.
Se lo zinco metallico viene profilato a "nido d'ape" con elementi minuscoli e lamine molto sottili, potrebbe essere possibile immagazzinare idrogeno nelle sue celle, che una volta svuotate dall'idrogeno, e con un riempimento intermedio in azoto, andrebbero successivamente a reagire con l'ossigeno atmosferico. In questo modo verrebbe prima "bruciato" il contenuto (idrogeno) e successivamente ossidato il contenitore (con produzione di energia elettrica).
L'altra possibilità è quella di portare l'idrogeno verso una cella a combustibile (che attualmente sono molto costose) e lì farlo reagire con l'ossigeno dell'aria (con una grande efficienza energetica), generando corrente elettrica sufficiente ad alimentare potenti motori elettrici.

### Smaltimento
Lo zinco può essere riciclato all'infinito, una volta rigenerato (deossidato) a zinco metallico può essere reimpiegato infinite volte. Comunque, se dovesse essere depositato in discarica, a differenza del cadmio, del nichel e del piombo non si tratta di un metallo pesante e dunque è del tutto atossico. Dal momento che l'ossido di zinco è atossico, si impiega nei prodotti di bellezza, ciprie, fondotinta, ecc. Inoltre l'ossido di zinco viene liberamente venduto al pubblico come vernice bianca nelle confezioni-base destinate al pittore dilettante.